# Gabriel Bălănescu
Gabriel Bălănescu (n. 1913, Berislăvești, Vâlcea - d. 1986, SUA) a fost un ziarist la „Cuvântul“, „Bobi de mărgean“ și „Universul literar“, fruntaș legionar. A fost arestat în 1948 și a trecut pe la Jilava, Aiud, Minele de plumb și Uranus. În perioada reeducării, 1962-1964, a dat declarații de desolidarizare de activitatea trecută. A apărut ca martor al acuzării în procese cu deținuți arestați după 1956.  Gabriel Bălănescu a fost condamnat de trei ori la muncă silnică pe viață dar a fost eliberat în 1964 și s-a refugiat în SUA în 1977.

## Scrieri
- Din împărăția morții, (Madrid: Ed. Dacia, 1961)